# 中華聖公会救主座堂

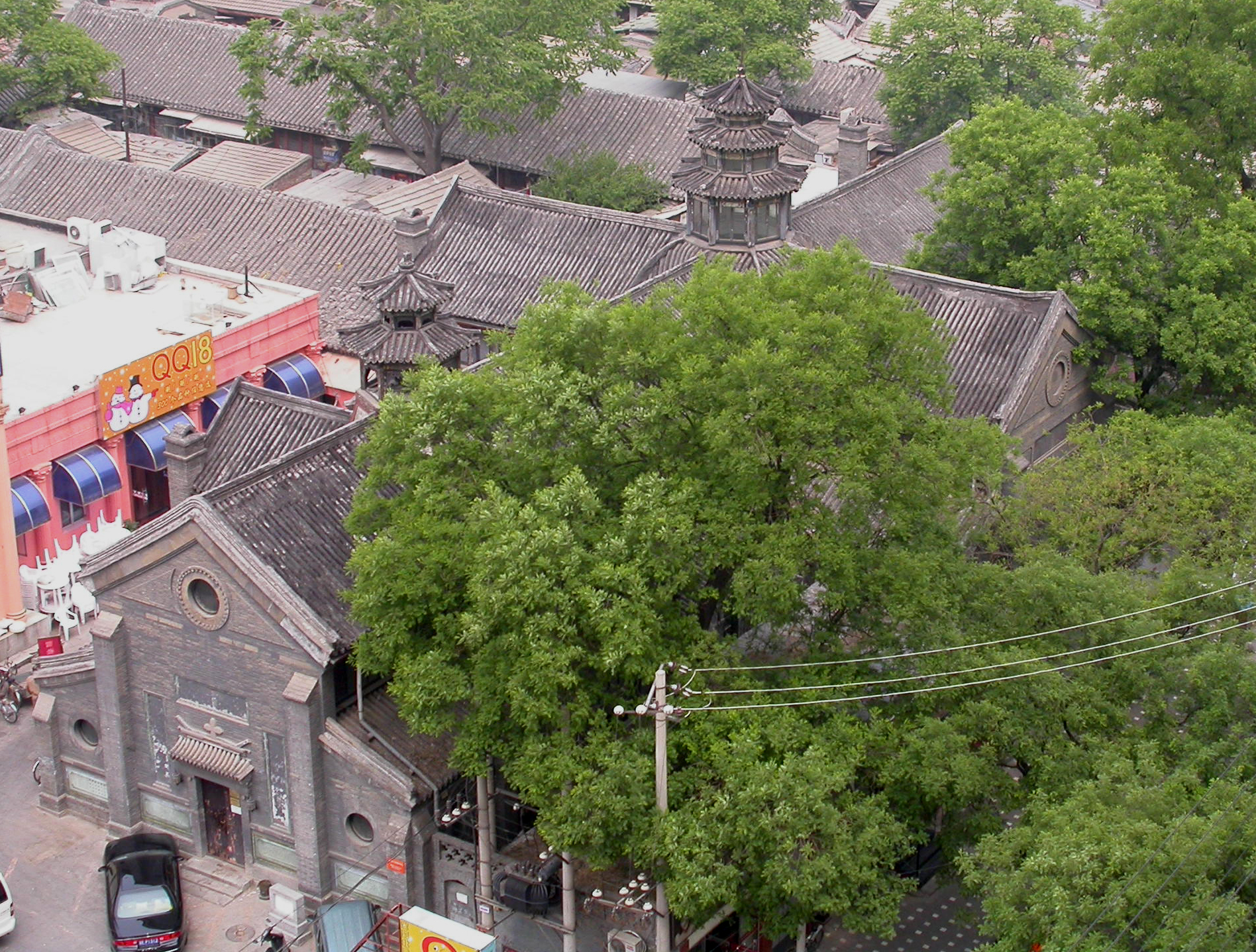
中華聖公会救主座堂

中華聖公会救主座堂（ちゆうかせいこうかいしゅきょうざどう）は、中華人民共和国北京市西城区にある中華聖公会の主教座聖堂。
座標: 北緯39度54分03秒 東経116度21分43秒 / 北緯39.9008度 東経116.3620度